# Catharina Elisabet Sylvander
Ej att förväxla med tecknaren Catharina Elisabeth Sylvander
Catharina "Carin" Elisabet Sylvander, född 1766, död 1842, var en svensk sömmerska. Hon var hovsömmerska 1809–1811 och hade en på sin tid unik position. 
Den kungliga hovstaten engagerade officiellt endast skräddare ur medlemmar av skräddarskrået. När sömmerskor utförde sömnadsarbeten, så som till exempel då sömmerskan Marie Wennerman sydde upp Sofia Magdalenas styvkjol till hennes kröning, räknades det formellt som mindre sömnadsuppdrag utanför skråämbetet och utfört under en skräddares överinseende och inte som officiella sömnadsuppdrag, dvs uppdrag under skräddarskrået, där sömmerskor legalt sett inte fick verka. Sylvander sydde upp drottning Hedvig Elisabet Charlottas kröningsdräkt 1809, och var den första sömmerska i Sverige som fick tillstånd att sy upp en kröningsdräkt själv och utan överinseende av en skräddare. 
Sylvander figurerar i "Årstafrun" Märta Helena Reenstiernas berömda dagböcker.